# Kandyse McClure
Kandyse McClure (Durban, 1980. március 22. –) dél-afrikai származású kanadai színésznő.

## Filmográfia

### Film
| Év   | Magyar cím                    | Eredeti cím                 | Szerep             | Magyar hang   |
| ---- | ----------------------------- | --------------------------- | ------------------ | ------------- |
| 2000 | Öld meg Rómeót!               | Romeo Must Die              | bolti eladó        |               |
| 2001 | Kutyafuttában                 | See Spot Run                | vonzó nő           |               |
| 2008 | Barbie mesés Karácsonya       | Barbie in A Christmas Carol | Catherine (hangja) |               |
| 2009 |                               | Cole                        | Serafina           |               |
| 2010 | Barbie: Tündérmese a divatról | Barbie: A Fashion Fairytale | Grace              |               |
| 2010 |                               | Mother's Day                | Gina Jackson       |               |
| 2012 |                               | Broken Kingdom              | Jessica            |               |
| 2014 | A hetedik fiú                 | Seventh Son                 | Sarikin            |               |
| 2015 | Vigyázz, mit kívánsz!         | Careful What You Wish For   | Angie Alvarez      | Haumann Petra |
| 2018 |                               | Sew the Winter to My Skin   | Golden Eyes        |               |
| 2020 | Garantált szerelem            | Love, Guaranteed            | Arianna Silver     | Solecki Janka |
| 2021 | Démoni                        | Demonic                     | Sam                | Pap Katalin   |

### Televízió
Tévéfilmek
| Év   | Magyar cím                          | Eredeti cím                         | Szerep                 | Magyar hang     |
| ---- | ----------------------------------- | ----------------------------------- | ---------------------- | --------------- |
| 1999 | Kell egy csapat                     | In a Class of His Own               | Brandy                 |                 |
| 2000 |                                     | 2gether                             | Danielle               |                 |
| 2000 | Csigalépcső                         | The Spiral Staircase                | Monica                 |                 |
| 2001 |                                     | Passion and Prejudice               | Tamara                 |                 |
| 2001 | A téma még mindig a víz alatt hever | Return to Cabin by the Lake         | Jade                   |                 |
| 2002 | Túl nagy fogás                      | Framed                              | önmaga                 |                 |
| 2002 |                                     | L.A. Law: The Movie                 | Yvonne                 |                 |
| 2002 | Carrie                              | Carrie                              | Sue Snell              | Szénási Kata    |
| 2003 | Hollywood asszonyai                 | Hollywood Wives: The New Generation | Saffron                | Haumann Petra   |
| 2006 | Miniszoknyás Mikulás                | Santa Baby                          | Donna Campbell         | Kiss Erika      |
| 2007 | Csillagközi romboló: Penge          | Battlestar Galactica: Razor         | Anastasia "Dee" Dualla |                 |
| 2009 | A kukorica gyermekei                | Children of the Corn                | Vicki Stanton          | Zsigmond Tamara |
| 2009 | Csillagközi romboló: A terv         | Battlestar Galactica: The Plan      | Anastasia "Dee" Dualla | Roatis Andrea   |
| 2010 | Ügyféllista                         | The Client List                     | Laura                  | Agócs Judit     |
| 2012 |                                     | Just Be Yourself                    | Glenda                 |                 |
| 2012 | Aladdin és a halál lámpása          | Aladdin and the Death Lamp          | Shifa                  | Pálmai Anna     |

Sorozatok
| Év        | Magyar cím                        | Eredeti cím            | Szerep                    | Megjegyzések                                 |
| --------- | --------------------------------- | ---------------------- | ------------------------- | -------------------------------------------- |
| 2000–2005 | A halottkém                       | Da Vinci's Inquest     | Lily                      | 1 epizód (2000)                              |
| 2000–2005 | A halottkém                       | Da Vinci's Inquest     | Marla                     | visszatérő szereplő (15 epizód)              |
| 2000      | Erdei Iskola                      | Higher Ground          | Katherine Ann 'Kat' Cabot | 22 epizód                                    |
| 2000      |                                   | Level 9                | Megan                     | 1 epizód                                     |
| 2001      | Végtelen határok                  | The Outer Limits       | Brianna Lake              | 1 epizód                                     |
| 2001      |                                   | Just Deal              | Kim                       | 1 epizód                                     |
| 2002      | Rejtélyek kalandorai              | Mysterious Ways        | Julie                     | 1 epizód (Páratlan prédikátor)               |
| 2002      | Sötét angyal                      | Dark Angel             | Annie Fisher              | 2 epizód (Helló, viszlát, Kánikulai délután) |
| 2002      |                                   | Jeremiah               | Elizabeth                 | 7 epizód                                     |
| 2003      |                                   | The Twilight Zone      | Gwen                      | 1 epizód                                     |
| 2003      |                                   | Black Sash             | ismeretlen szerep         | 1 epizód                                     |
| 2003      | Csillagközi romboló               | Battlestar Galactica   | Anastasia "Dee" Dualla    | minisorozat (2 epizód)                       |
| 2003      | Jake 2.0 – A tökéletes ügynök     | Jake 2.0               | Anna                      | 1 epizód                                     |
| 2004      | Androméda                         | Andromeda              | Zara                      | 1 epizód                                     |
| 2004–2009 | Csillagközi romboló               | Battlestar Galactica   | Anastasia "Dee" Dualla    | főszereplő                                   |
| 2005      | Smallville                        | Smallville             | Harmony                   | 1 epizód (Lélek)                             |
| 2006      |                                   | Whistler               | Lisa                      | 6 epizód                                     |
| 2008      | Reaper – Démonirtók               | Reaper                 | Cassidy                   | 3 epizód                                     |
| 2008      | Sanctuary – Génrejtek             | Sanctuary              | Meg                       | 3 epizód                                     |
| 2010      |                                   | Persons Unknown        | Erika Taylor              | 9 epizód                                     |
| 2012      | Doyle és Doyle – Ketten bevetésen | Republic of Doyle      | Sabrina McCarthy          | 1 epizód                                     |
| 2012      | Alfák                             | Alphas                 | Agnes                     | 1 című epizód                                |
| 2012-2013 |                                   | Arctic Air             | Shontal                   | 4 epizód                                     |
| 2013      | Hemlock Grove                     | Hemlock Grove          | Dr. Clementine Chasseur   | 11 epizód                                    |
| 2013      | Haven                             | Haven                  | Carrie Benson             | 1 epizód                                     |
| 2016      | Odaát                             | Supernatural           | A. Tyson seriff           | 1 epizód                                     |
| 2017–2018 |                                   | Ghost Wars             | Dr. Landis Barker         | főszereplő                                   |
| 2017–2018 | Doktor Murphy                     | The Good Doctor        | Celez                     | 2 epizód                                     |
| 2019      |                                   | Limetown               | Lia barátnője             | 4 epizód                                     |
| 2019      | V-Wars – Vérháború                | V Wars                 | Claire O'Hagan            | 3 epizód                                     |
| 2020–2022 |                                   | Charmed                | The Guardian              | 6 epizód                                     |
| 2021      | Flash – A Villám                  | The Flash              | Xotar                     | 1 epizód                                     |
| 2022      | Snowpiercer – Túlélők viadala     | Snowpiercer            | Tail Boss                 | 1 epizód                                     |
| 2022      | Szülőföld: Salem erőd             | Motherland: Fort Salem | Nicte Batan               | 3 epizód                                     |
| 2022      |                                   | The Imperfects         | Dr. Monday                | 1 epizód                                     |

## Díjak és jelölések
- Jelölés — Leo-díj, legjobb női mellékszereplőnek (Stephen King: Carrie, 2002)
- Elnyert — Peabody Award, Excellence in Television (Csillagközi romboló, 2005)